# Ibrahim Kamara
Pour les articles homonymes, voir Kamara.
Ibrahim Kamara est un joueur et entraîneur ivoirien de football né le 17 mai 1966 à Abidjan. Il est le sélectionneur de l'équipe de Côte d'Ivoire de 2017 à 2020.

## Biographie

### Carrière de joueur
Ibrahim Kamara effectue sa carrière de joueur au poste de latéral droit. Il évolue dans le championnat ivoirien de 1994 à 2007, au stade d'Abidjan puis à l'Africa Sports. Il se rend ensuite en France, où il joue dans les divisions inférieures.

### Carrière d'entraîneur
Ibrahim Kamara alias the spécial two ou le José mourinho d'Abidjan derrière l'eau  commence sa carrière d'entraîneur à l'ES Bingerville. En 2013, il rejoint la Fédération ivoirienne de football, et prend en charge l'équipe des moins de 17 ans, avec qui il remporte la CAN 2013. Il entraîne également les moins de 20 ans, et l'équipe locale, en étant l'adjoint d'Hervé Renard, Michel Dussuyer et de Marc Wilmots.
Il effectue un premier intérim à la tête de la sélection ivoirienne en 2015, après la démission d'Hervé Renard (victoire 2-1 face au Gabon en amical). Après le départ de Marc Wilmots en novembre 2017, il assure de nouveau l'intérim, avant d'être confirmé en juin 2018. Les Éléphants se qualifient pour la CAN 2019, et atteignent les quarts de finale, où ils sont éliminés aux tirs au but par l'Algérie, futur vainqueur.
À la suite de l'humiliation faite par l'Éthiopie lors de la qualification à la CAN 2021 (défaite 2-1), sa démission n'est confirmée qu'en février 2020.